# All I've Got to Do
〈All I've Got to Do〉는 존 레논이 작곡하고 (레논-매카트니 크레디트) 영국의 록 밴드 비틀즈가 녹음해 자신들의 두 번째 영국 음반 《With the Beatles》 수록한 노래다. 미국에서는 《Meet the Beatles!》으로 처음 출시되었다. 데이스 앨스트렌드에 따르면, 이 노래는 로큰롤 또는 록 음악에서 베이스 연주자가 노래의 급소가 되는 코드를 연주한 최초의 노래다.

## 작곡과 녹음
〈All I've Got to Do〉는 《With the Beatles》의 수록곡에서 〈It Won't Be Long〉, 〈Not a Second Time〉과 함께 레논이 주로 작곡한 세 곡 중 한 곡이다. 레논은 자신이 미국 시장을 겨냥해 썼다고 밝혔다. 소녀에게 전화를 건다는 아이디어는 1960년대 초의 영국 청년에게는 꿈도 꿀 수 없는 일이었다. 레논은 인터뷰 도중 〈No Reply〉에 대해 말하면서 이에 대해 언급한 바 있다. "거리를 활보하면서 창문에 비친 그녀의 실루엣을 보고, 전화는 받지 않는 이미지가 떠올랐어요. 근데, 전 평생 전화로 소녀를 만난 적이 없어요! 전화는 제 영국에서의 유년기 생활에서 존재하지 않은 것이었기 때문이에요."
레논은 "또다시 스모키 로빈슨을 따라한 것"이라고 말했고, 이언 맥도널드는 "음악적 및 가사적 측면에서 더 미라클스의 〈You Can Depend on Me〉"와 견주었다. 올뮤직의 리치 언터베르거는 로빈슨의 사운드와도 비슷하나 아서 알렉산더와도 비슷하다고 말한다. 비틀즈의 전기작가 밥 슈피츠는 노래가 "시종일관 어둡고 침침하다"면서 셔를스의 〈Baby It's You〉와 드리프터스의 초기 노래와 비교했다. 음악 저널리스트 스티브 터너는 곡이 1961년 지어졌다고 주장했으나, 맥도널드는 비틀즈의 라이브 레퍼토리가 된 적은 한 번도 없다면서, 14테이크 중 8테이크가 미완성이었던 이유는 밴드가 곡에 익숙치 않았기 때문이라고 지적했다.
비틀즈는 1963년 9월 11일의 싱글 녹음 세션에서 14테이크를 녹음하고 15테이크에 한 번 오버더빙했다. 마스터 테이크는 15테이크로 결정되었다. 모노 믹싱은 9월 30일에, 스테레오는 10월 29일에 이루어졌다.

## 발표
영국에서는 미라클스의 〈You Really Got a Hold on Me〉의 커버판과 함께 《With the Beatles》에 담겨 발표되었다. 미국에서는 캐피틀 레코드가 대응하는 음반인 《Meet the Beatles!》에서 수록 뒤 첫 발표했고 추후 《The Beatles' Second Album》에 수록해 출시했다.

## 참여 인원
- 존 레논 – 리드 보컬, 리듬 기타
- 폴 매카트니 – 백 보컬, 베이스
- 조지 해리슨 – 백 보컬, 리드 기타
- 링고 스타 – 드럼

이언 맥도널드 제공

## 참고 문헌
- Alstrand, Dennis. “The Evolution of Rock Bass Playing; McCartney Style: 1963”. 2010년 1월 1일에 원본 문서에서 보존된 문서. 9 December 2009에 확인함.
- Badman, Keith (2000). 《The Beatles Off the Record》.
- Cross, Craig (2005). 《The Beatles: Day-by-Day, Song-by-Song, Record-by-Record》. Lincoln, NE: iUniverse. ISBN 0-595-34663-4.
- Deming, Mark (2007). [(영어) https://www.allmusic.com/album/r942519 “Review of Meet the Smithereens”] |url= 값 확인 필요 (도움말). Allmusic. 2007년 3월 16일에 확인함.
- Legett, Steve (2007). [(영어) https://www.allmusic.com/album/r592948 “Review of Come Together: An A Cappella Tribute to the Beatles”] |url= 값 확인 필요 (도움말). Allmusic. 2007년 3월 16일에 확인함.
- Lewisohn, Mark (1988). 《The Beatles Recording Sessions》. New York: Harmony Books. ISBN 0-517-57066-1.
- MacDonald, Ian (2005). 《Revolution in the Head: The Beatles' Records and the Sixties》 Seco Revis판. London: Pimlico (Rand). ISBN 1-84413-828-3.
- Miles, Barry (1997). 《Paul McCartney: Many Years From Now》. New York: Henry Holt and Company. ISBN 0-8050-5249-6.
- Pollack, Alan W (1991). “Notes on "All I've Got to Do"”. 《Notes on ... Series》.
- Sheff, David (2000). 《All We Are Saying: The Last Major Interview with John Lennon and Yoko Ono》. New York: St. Martin's Press. ISBN 0-312-25464-4.
- Spitz, Bob (2005). 《The Beatles: The Biography》. Boston: Little, Brown. ISBN 0-316-80352-9.
- Turner, Steve (2005). 《A Hard Day's Write: The Stories Behind Every Beatles Song》 3판. New York: Harper Paperbacks. ISBN 0-06-084409-4.
- Unterberger, Richie (2007). [(영어) https://www.allmusic.com/song/t9761 “Review of "All I've Got to Do"”] |url= 값 확인 필요 (도움말). Allmusic. 2007년 3월 16일에 확인함.